# Scalzagallo
Scalzagallo è un quartiere residenziale di circa 3 000 abitanti della zona nord-est di Avezzano, nella provincia dell'Aquila, in Abruzzo.

## Geografia
È delimitato a nord da via Giovanni Falcone, a sud dalla ferrovia Roma-Sulmona-Pescara, ad ovest da via Massa d'Albe-via dei Fiori, e ad est dalla fine del proprio abitato continuo (largamente separato da quello della frazione di San Pelino).
Via Massa d'Albe e via dei Fiori costituiscono il confine con altri due quartieri moderni della zona nord: Barbazzano e La Pulcina.

## Storia

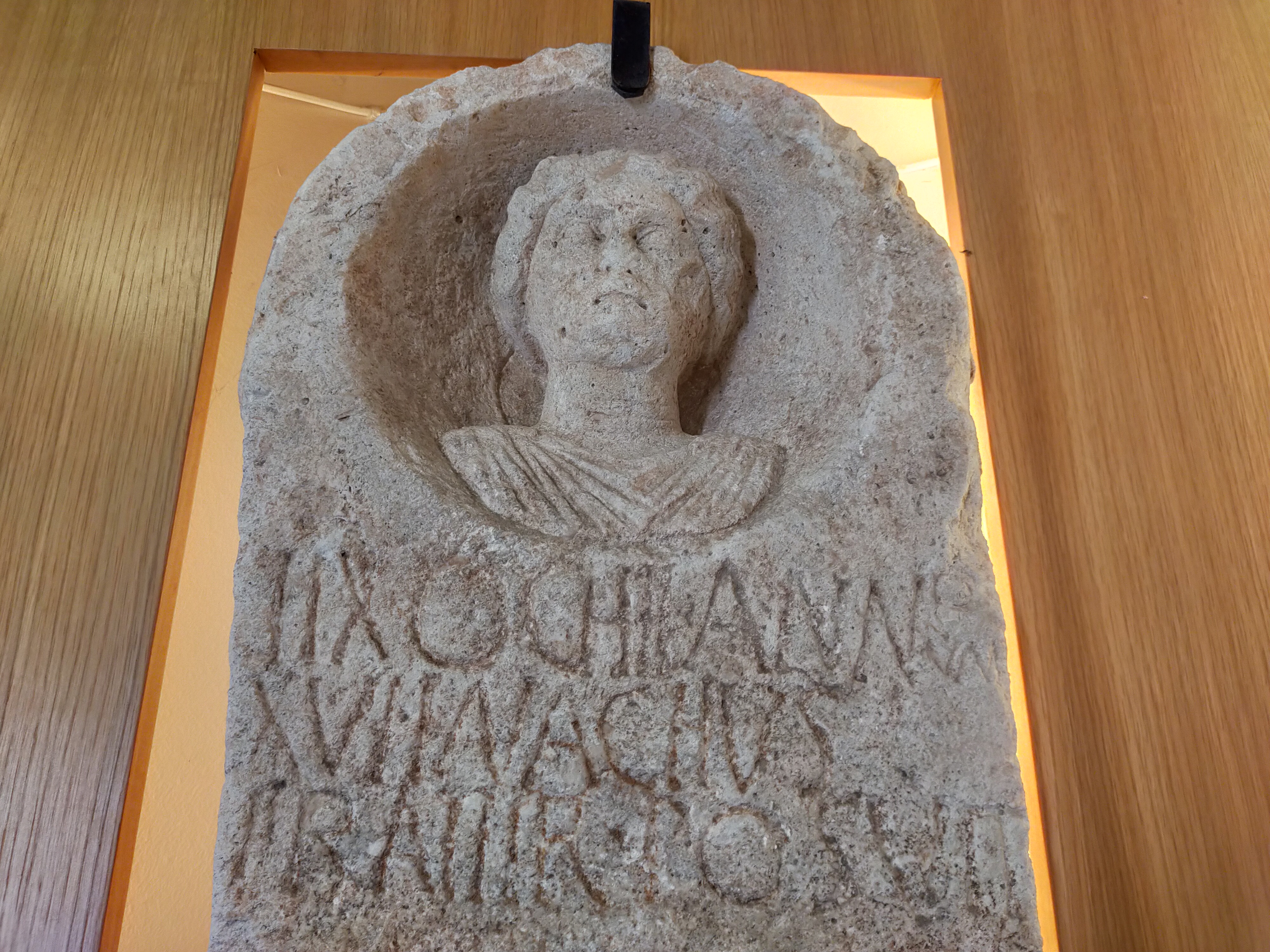
Stele di Exoche (Aia dei Musei)

Nel territorio di Scalzagallo è tornata alla luce la stele commemorativa con l'immagine della giovane defunta Exoche posta dal fratello Inaco esposta all'Aia dei Musei.
Il toponimo medievale
Perrate (o Parate) corrisponde al contemporaneo quartiere di Scalzagallo.
Nell'Ottocento la località, situata a nord del lago Fucino, era già nota come Pian di Scalzagallo.

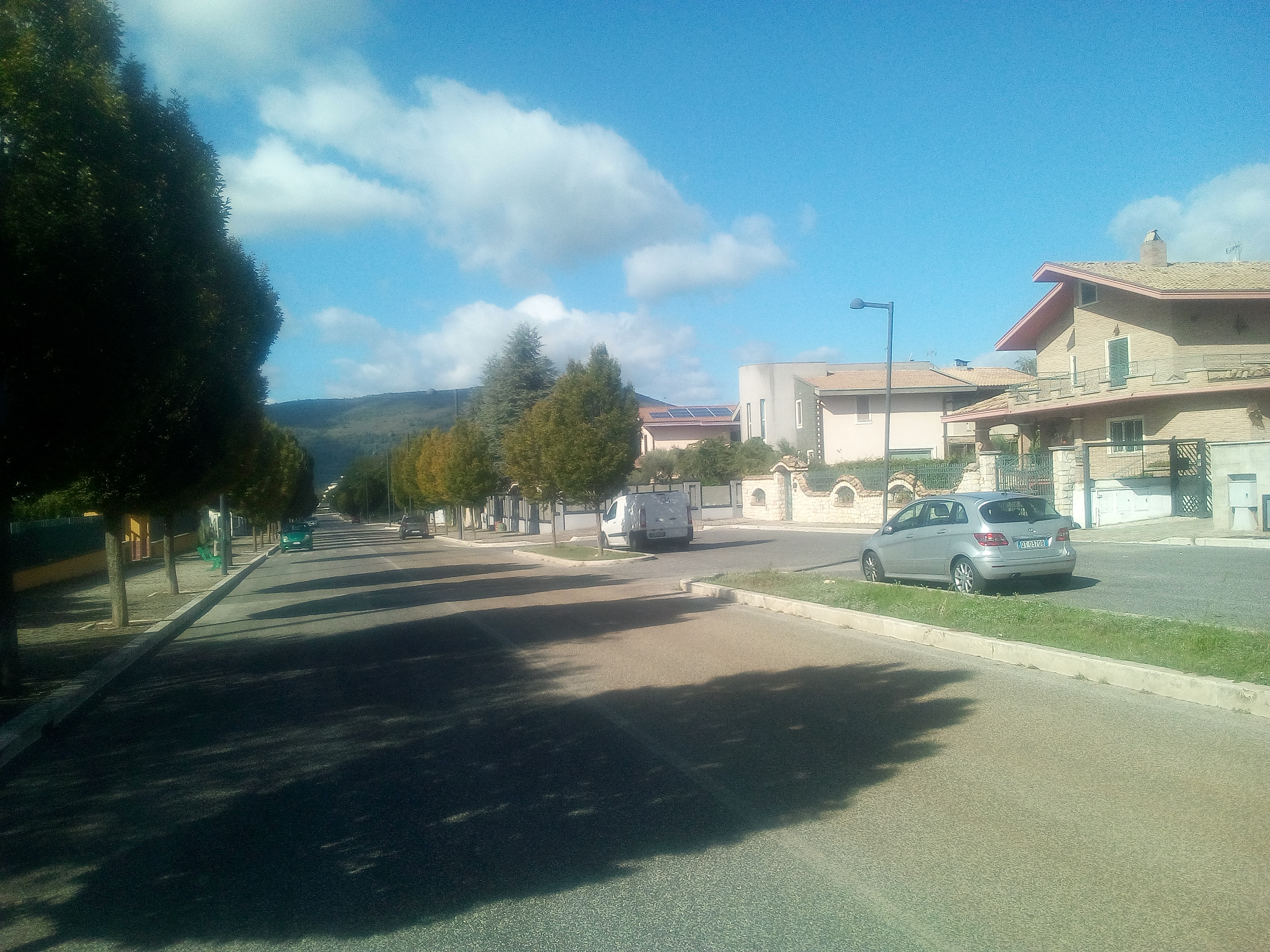
Via della Pace a Scalzagallo

Lo sviluppo urbanistico è avvenuto in epoca contemporanea: le prime ville furono costruite negli anni Sessanta del Novecento sul terreno di un commerciante avezzanese di mobili. Il piano di lottizzazione, predisposto dal figlio dell'imprenditore e approvato dall'amministrazione comunale, prevedeva che ai proprietari andassero le spese delle opere di urbanizzazione primaria (strade, rete idrica e fognaria, rete del gas, pubblica illuminazione, verde attrezzato), mentre alle opere di urbanizzazione secondaria (scuole, mercato, impianti sportivi, aree verdi) avrebbe provveduto l'ente comunale.
Nel 2002 venne resa zona di completamento, privandosi così delle fideiussioni, fino all'inclusione nel piano regolatore generale comunale che ha portato sostanziali modifiche in ambito urbanistico.
Nel 2006 il comune di Avezzano, nell'ambito dello strumento di pianificazione urbanistica denominato "Contratto di Quartiere II", ha avviato i lavori di costruzione del nuovo palazzo municipale con l'obiettivo di riunire nell'edificio situato nella zona adiacente de La Pulcina tutti gli uffici amministrativi e tecnici.

## Urbanistica
Il quartiere è caratterizzato da una diffusa pendenza e da strade di svariate dimensioni. Le abitazioni, singole o plurifamiliari, hanno uno sviluppo in altezza relativamente ridotto, con un'estetica moderno-contemporanea. 

## Monumenti e luoghi d'interesse

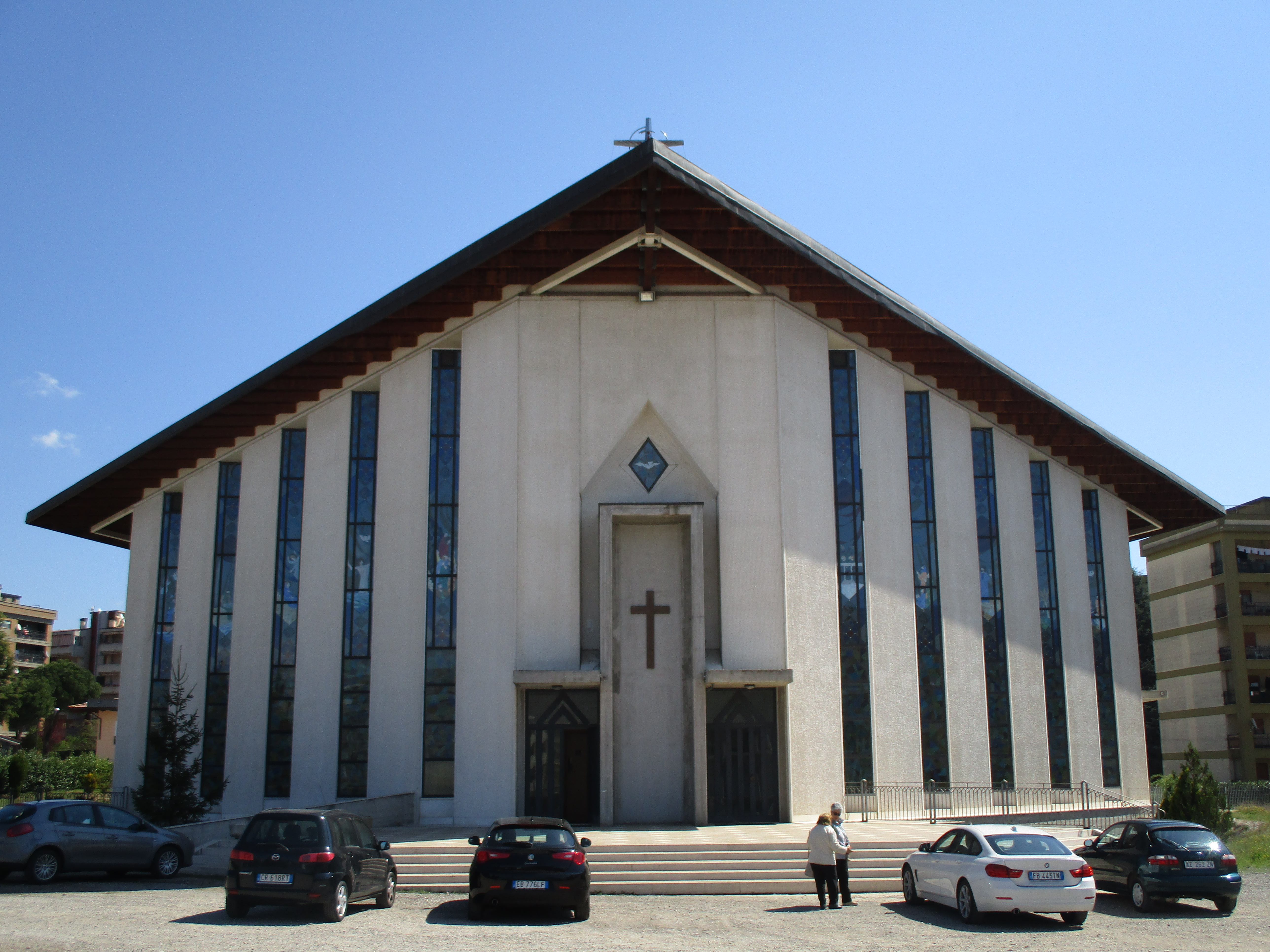
Chiesa dello Spirito Santo, parrocchia dei quartieri La Pulcina e Scalzagallo

### Architetture religiose
Chiesa dello Spirito SantoChiesa parrocchiale del quartiere situata nella vicina zona de La Pulcina. Edificata con uno stile contemporaneo a cominciare dal 1991 è stata aperta al culto nel 2002.

### Aree naturali
Parco periurbanoArea verde attrezzata situata tra i quartieri limitrofi di Barbazzano e La Pulcina. Nel 2019 è stato inaugurato un parco a tema dinosauri denominato "Dinopark". Nel 2023 è stata inaugurata l'area attrezzata di sgambatura per i cani denominata "Dog park".

## Infrastrutture e trasporti
La strada statale 5 Via Tiburtina Valeria (tratto urbano di via XX Settembre) è nelle immediate vicinanze. Quasi altrettanto prossima è la stazione di Avezzano.

## Sport
In posizione contigua al quartiere, in via dei Gladioli, hanno sede l'Hockey Avezzano, che ivi gestisce lo stadio dell'hockey su prato, e l'Avezzano Rugby che gestisce lo stadio del rugby. In via Don Luigi Sturzo si trova il palazzetto dello sport intitolato ai Martiri di Nassirya.